# Julius Högstedt
Per August Julius Högstedt (i riksdagen kallad Högstedt i Hanåsen), född 25 december 1851 i Högsby socken, Kalmar län, död 30 mars 1922 i Högsby socken, var en svensk godsägare och riksdagspolitiker. 
Högstedt var godsägare i Hanåsa i Kalmar län. Han var även politiker och var ledamot av riksdagens andra kammare för Aspelands och Handbörds domsagas valkrets i Kalmar län. I riksdagen skrev han åtta egna motioner ägnade skilda lagstiftningsfrågor: väghållningsbesväret byggande och underhåll av kyrka, prästgård m m.

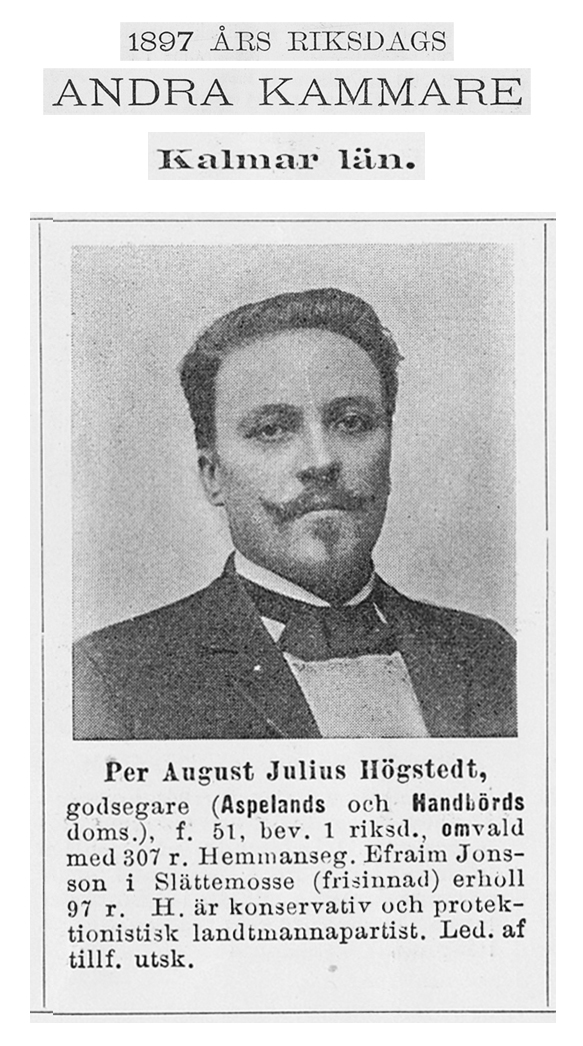
1897 års riksdags andra kammare
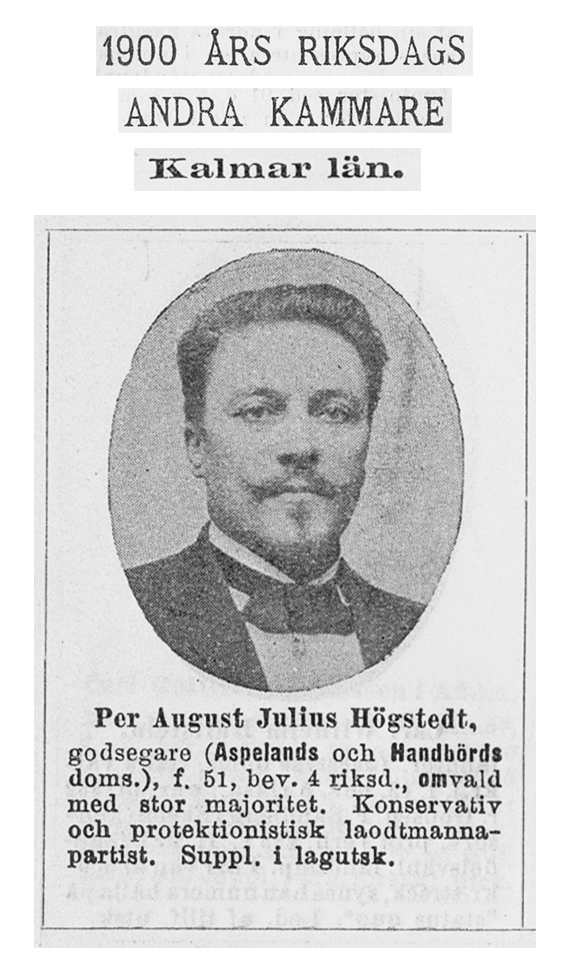
1900 års riksdags andra kammare